# イェジー・カヴァレロヴィチ
イェジー・フランチシェク・カヴァレロヴィチ （ポーランド語: Jerzy Franciszek Kawalerowicz, 1922年1月19日 - 2007年12月27日） は、ポーランドの映画監督。

## 来歴
1922年1月19日、ポーランド・スタニスワヴフ県グヴォジヂェツ（現在のウクライナ領イヴァーノ＝フランキーウシク州）で生まれた。クラクフ美術大学を卒業後、数年間はレオナルト・ブチュコフスキやヴァンダ・ヤクボフスカの元で助監督を務めた。
1952年、カジミェシュ・スメルスキと共同製作した長編『Gromada』で映画監督としてデビュー。1954年には『セルロース』と『フリギアの星の下で』の2部作を発表。当時支配的であった社会主義リアリズムの枠を守りながらも、他の映画が陥りがちであった一面的描写やステレオタイプを避けることに成功した。1955年、映画製作会社カドルの芸術監督に就任。いわゆるポーランド派の時代には『影』（1956年）や『戦争の真の終り』（1957年）といった作品を発表。1959年の『夜行列車』はヴェネツィア国際映画祭でジョルジュ・メリエス賞を受賞した。
1961年、ヤロスワフ・イヴァシュキェヴィッチの小説を映画化した『尼僧ヨアンナ』を発表。国内での評価は今ひとつだったものの、第14回カンヌ国際映画祭では審査員特別賞を受賞した。1966年の歴史大作『太陽の王子ファラオ』はアカデミー外国語映画賞にノミネートされ、大ヒットを記録した。現在ではポーランド映画における最も評価の高い歴史映画の一つとされている。1977年にはポーランドの初代大統領ガブリエル・ナルトヴィチの暗殺事件を描いた『Śmierć prezydenta』を発表。翌1978年の第28回ベルリン国際映画祭で芸術貢献賞を受賞した。
1983年にポーランドの民主化運動である連帯に関係する映画人を批判する共産党政府の文書に署名。これによりアンジェイ・ワイダやクシシュトフ・ザヌーシと袂を分かつことになった。その後もヘンリク・シェンキェヴィチの同名小説を映画化した歴史大作『クオ・ヴァディス』（2001年）などを発表したが、共産主義国が崩壊して以後の作品はいずれも高い評価を得られなかった。
2007年12月27日、ワルシャワにて85歳で死去した。

## 監督作品
- Gromada （1952年）

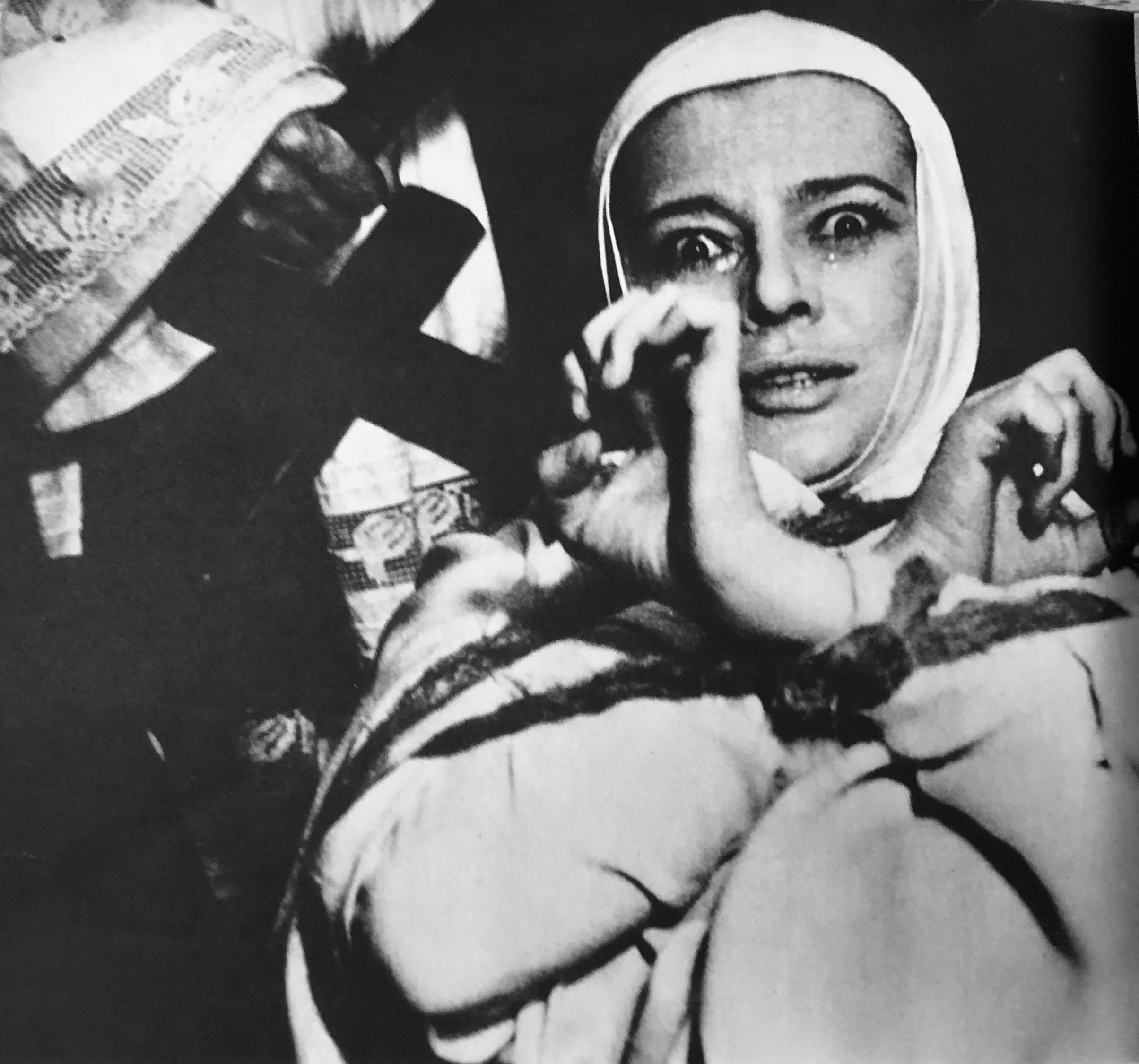
『尼僧ヨアンナ』（1961年）

- セルロース Celuloza （1954年）
- フリギアの星の下で Pod gwiazdą frygijską （1954年）
- 影 Cień （1956年）
- 戦争の真の終り Prawdziwy koniec wielkiej wojny （1957年）
- 夜行列車 Pociąg （1959年）
- 尼僧ヨアンナ Matka Joanna od aniołów （1961年）
- 太陽の王子ファラオ Faraon （1966年）
- Gra （1969年）
- Maddalena （1971年）
- Śmierć prezydenta （1977年）
- Spotkanie na Atlantyku （1982年）
- Austeria （1982年）
- Jeniec Europy （1989年）
- Bronsteins Kinder （1991年）
- Za co? (1996年)
- クオ・ヴァディス Quo vadis? （2001年）